# Андора на Светском првенству у атлетици на отвореном 2013.
Андора је учествовала на Светском првенству у атлетици на отвореном 2013. одржаном у Москви од 10. до 18. августа десети пут. Репрезентацију Андоре представљао је један такмичар који се такмичио у трци на 100 метара.
На овом првенству Андора није освојила ниједну медаљу. Није било новог националног рекорда. Микел де Са је постигао лични рекорд сезоне.

## Учесници
Мушкарци:
- Микел де Са — 100 м

## Резултати

### Мушкарци
| Атлетичар   | Дисциплина | Лични рекорд | Предтакмичење | Предтакмичење | Квалификације        | Квалификације        | Полуфинале           | Полуфинале           | Финале               | Финале  | Детаљи                                       |
| Атлетичар   | Дисциплина | Лични рекорд | Резултат      | Место         | Резултат             | Место                | Резултат             | Место                | Резултат             | Место   | Детаљи                                       |
| ----------- | ---------- | ------------ | ------------- | ------------- | -------------------- | -------------------- | -------------------- | -------------------- | -------------------- | ------- | -------------------------------------------- |
| Микел де Са | 100 м      | 11,20        | 11,24 ЛРС     | 5 гр 1        | Није се квалификовао | Није се квалификовао | Није се квалификовао | Није се квалификовао | Није се квалификовао | 66 / 75 | Архивирано на веб-сајту (30. септембар 2013) |